# Jim Sensenbrenner

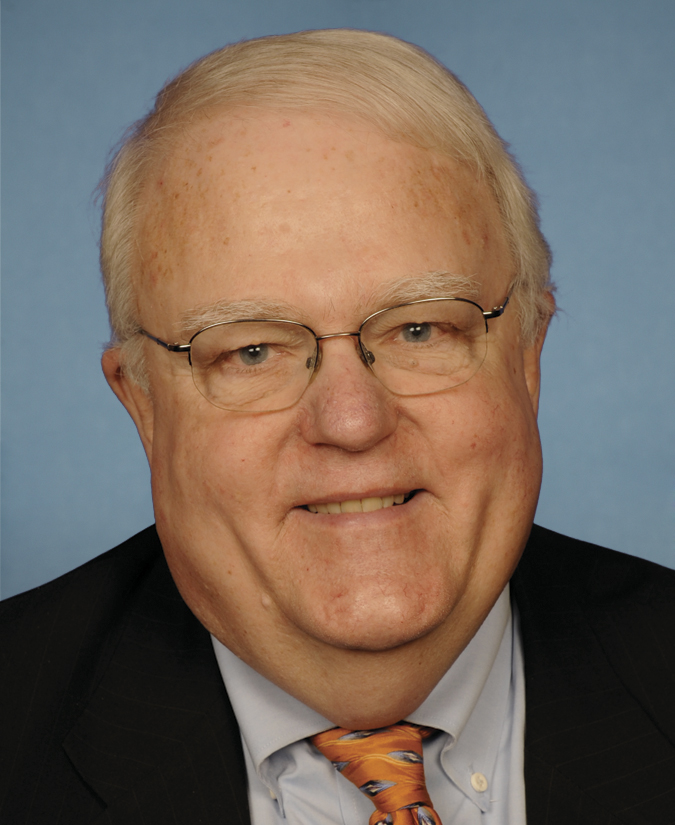
Jim Sensenbrenner

Frank James „Jim“ Sensenbrenner, Jr. (* 14. Juni 1943 in Chicago, Illinois) ist ein US-amerikanischer Politiker der Republikanischen Partei. Er vertrat von 1979 bis 2021 das nordwestliche Umland Milwaukees für den Bundesstaat Wisconsin im Repräsentantenhaus der Vereinigten Staaten.

## Familie, Ausbildung und Beruf
Im Anschluss an sein Studium der Politikwissenschaften an der Stanford University (Bachelor 1965) erwarb er 1968 den Juris Doctor an der University of Wisconsin–Madison, woraufhin er als Rechtsanwalt zu praktizieren begann. 
Jim Sensenbrenner erbte Anteile am Unternehmen Kimberly-Clark. Nach eigenen Angaben verfügt er über ein Reinvermögen von 11,6 Millionen Dollar. Sensenbrenner gibt pro Woche etwa zehn Dollar für Lottospielen aus. Bereits dreimal gelang ihm dabei ein größerer Gewinn, 1997 sogar in Höhe von 250.000 Dollar.
Er ist mit Cheryl Warren Sensenbrenner verheiratet. Sie haben zwei Kinder und leben in Menomonee Falls (Wisconsin).

## Politische Laufbahn
Von 1969 bis 1975 gehörte Sensenbrenner der Wisconsin State Assembly an; danach saß er von 1975 bis 1979 im Staatssenat. Schließlich wurde er bei der Wahl 1978 ins Repräsentantenhaus der Vereinigten Staaten gewählt. Bis zum Jahr 2003 vertrat er dort den neunten Kongresswahlbezirk Wisconsins. Nach dessen Auflösung und dem Neuzuschnitt der Wahlkreise in Folge des United States Census 2000 vertritt er seit 2003 den fünften Kongresswahlbezirk Wisconsins, der geographisch seinem früheren weitgehend entspricht und die westlichen und nördlichen Vorstädte Milwaukees umfasst.
Von 1997 bis 2001 war Sensenbrenner Vorsitzender des Wissenschaftsausschusses, von 2001 bis 2007 des Justizausschusses. Beiden Ausschüssen gehört Sensenbrenner immer noch an. Außerdem ist er Mitglied in mehreren Congressional Caucuses.
Anfang September 2019 gab Sensenbrenner bekannt, bei der Wahl 2020 nicht wieder zu kandidieren. Sein Mandat endete am 3. Januar 2021.

## Positionen und Initiativen

### Amtsenthebungsverfahren gegen Präsident Clinton
Sensenbrenner war eines der Kongressmitglieder der Republikaner, die 1998 das Amtsenthebungsverfahren gegen Präsident Bill Clinton wegen seiner Falschaussage in der Lewinsky-Affäre ins Repräsentantenhaus einbrachten und dort leiteten.

### USA PATRIOT Act
Sensenbrenner war einer der Initiatoren des USA PATRIOT Act, eines Gesetzes, das im Anschluss an die Terroranschläge am 11. September 2001 die Kompetenzen der Exekutive in Sicherheitsfragen ausbaute und Bürgerrechte einschränkte. Am 23. Oktober 2001 legte er den Gesetzentwurf als H.R.3162 dem Repräsentantenhaus zur Abstimmung vor, welcher am 24. Oktober angenommen wurde. Einen Tag später wurde der Act an den Senat weitergereicht, welcher ihn auch annahm.

### Sensenbrenner Bill
Über die Grenzen der Vereinigten Staaten hinaus wurde der Name des Abgeordneten durch das so genannte „Sensenbrenner-Gesetz“ (Sensenbrenner Bill) bekannt, eine gegen illegale Einwanderung gerichtete, besonders scharfe Gesetzesinitiative, die von Sensenbrenner eingebracht und im Repräsentantenhaus am 16. Dezember 2005 verabschiedet wurde. Der Gesetzesentwurf H.R. 4437 sah unter anderem vor, einen Grenzzaun mit einer Gesamtlänge von über 1100 Kilometern an der Grenze zwischen Arizona und Mexiko zu bauen, das Green-Card-Programm abzuschaffen, den bis dato als Bagatelldelikt (civil infraction) eingestuften illegalen Grenzübertritt zu einem Verbrechen (felony) hochzustufen (und damit alle in den USA lebenden undokumentierten Einwanderer zu kriminalisieren) und selbst diejenigen Amerikaner strafrechtlich zu verfolgen, die illegal eingewanderten Menschen in irgendeiner Form helfen. Im Frühjahr 2006 demonstrierten Hunderttausende in US-Städten gegen das Gesetz; auch in Lateinamerika fanden Protestkundgebungen und Boykottmaßnahmen statt. Wegen der Heftigkeit der Proteste und weil im US-Senat bereits eine von US-Präsident George W. Bush unterstützte maßvollere Gesetzesvorlage zur Einwanderungsbeschränkung betrieben wurde, scheiterte der Sensenbrenner-Vorstoß.

## Ehrungen
2014 wurde ihm der japanische mehrfarbige Orden der Aufgehenden Sonne am Band verliehen.